# Veras Erziehung
Veras Erziehung (Originaltitel: Angi Vera) ist der Titel eines ungarischen Filmes aus dem Jahre 1979, der die Selbstbezichtigungsrituale des Stalinismus zum Thema hat.

## Inhalt
Die 19-jährige Vera Angi (im Ungarischen wird stets der Familienname vorangestellt) ist eine junge Hilfskrankenschwester in Ungarn des Jahres 1948. Man wird in der Kommunistischen Partei, die eben die Macht ergriffen hat, auf sie aufmerksam, als sie, obwohl schüchtern, sich in einer Versammlung zu Wort meldet und Missstände im Spitalsbetrieb kritisiert. Die Vollwaise mit proletarischer Herkunft entspricht genau jenem Profil, das die neuen Machthaber Ungarns suchen, um die alten Oberschichten durch neue, eigene Leute zu ersetzen. Vera erhält deshalb die Einladung, an einem sechsmonatigen Schulungskurs der Partei teilzunehmen.
Das hübsche, ehrgeizige und intelligente aber politisch naive Mädchen schließt sich in dem Kurs an die harte und asketische Parteibürokratin Anna Trajan an. Ein anderer Kursteilnehmer verliebt sich in Vera, ihre erotische Ambition ist aber eher auf István Andre, den Kursleiter, einen Familienvater, gerichtet. Die Anziehung ist eine wechselseitige, es kommt zu einer erotischen Begegnung. Vera macht aber diese „Verfehlung“, für die sie sich selbst öffentlich die Schuld gibt, in einer Sitzung von Kritik und Selbstkritik zum Thema. István bekennt sich daraufhin zu seiner Liebe zu Vera, wird aber von Vera nun öffentlich zurückgewiesen und in der Folge als Kursleiter abgesetzt.
Vera Angi wird daraufhin von den anderen Kursteilnehmern abgelehnt, aber sie bleibt ihrer Linie und der Partei, die sie fördert, treu. Bei der Graduierungszeremonie am Ende des Kurses bricht sie auf der Bühne zusammen. In der Schlussszene des Films sieht man, wie Anna Trajan Vera im Auto mitnimmt: Die Partei hat beschlossen, die vielversprechende junge Frau zur Journalistin auszubilden.

## Hintergründe
Der Film „Veras Erziehung“ ist, nicht zuletzt durch die hervorragende Leistung der Hauptdarstellerin Veronika Pap und die souveräne Regie Pál Gábors sowie die Kameraführung (Lajos Koltai) ein erstrangiges Werk des ungarischen Films der 1970er-Jahre. Von besonderer Dichte und Spannung sind die Szenen, die die Versammlungen schildern, in denen die erniedrigenden Rituale Selbstbezichtigung geübt werden.

## Kritiken
„Eine bitterböse Geschichte vom ‚Erwachsenwerden‘, in warmen Farben und einem gelassenen Rhythmus erzählt. Da die Motivation der Hauptfigur nie eindeutig geklärt wird, wird der Zuschauer zur eigenen Stellungnahme herausgefordert.“

## Auszeichnungen
Der Film erhielt die Silberne Muschel für die beste Regie bei den Filmfestspielen von San Sebastian (1979) sowie den Publikumspreis für den besten Film beim Festival von Sao Paulo des gleichen Jahres.
Bei den Internationalen Filmfestspielen von Cannes 1979 wurde Veras Erziehung mit dem FIPRESCI-Preis ausgezeichnet.